# Violenttimes Day
Violenttimes Day – drugi studyjny album amerykańskiego rapera Smoothe Da Hustlera wydany 28 marca 2008 roku nakładem wytwórni SMG Music. Wydawnictwo zostało wydane ponad dwanaście lat po pierwszej płycie rapera.

## Lista utworów
Opracowano na podstawie źródła.
1. Violenttimes Day (Day The Chaos Started)
2. Brooklyn
3. Nothin's Gonna Stop Me
4. Way Back (Pioneer Tribute)
5. Addicted
6. Pay Up
7. Street Shit (gośc. D.V. Alias Khrist)
8. Put It On Your Bitch
9. Paper Chasin'
10. Lay Ur Troubles Down
11. About My Bread
12. All Day
13. Rap Game (gośc. Trigger Tha Gambler)
14. Heartbreaker
15. Home Of Da Brave
16. Gone (ukryty utwór)